# Stigrė
Stigrė je řeka na západě Litvy v okresech Šilalė (Tauragėský kraj) a Šilutė (Klajpedský kraj), v Žemaitsku. Pramení v katastru obce Paskarbiškiai, 10 km na západ od města Šilalė. Vlévá se do Ašvy na severozápad od vsi Stemplės, 36,0 km od jejího ústí do řeky Veiviržas. Je to její levý přítok.

## Průběh toku
Pramení v katastru obce Paskarbiškiai, 0,5 km na sever od nejvyššího kopce v nedalekém okolí (110,7 m n. m., v blízkosti pramene řeky Šlaunis, která se vlévá zprava do Jūry). Teče směrem západním při severním okraji lesa jménem Stigralinės miškas, dále kolem vsí Rudlaukis, Stigrėnai, mezi lesy jménem Radviečio miškas Volmierinės miškas, dále kolem vsí Nasvytaliai a Šerlaukis. Po soutoku s řekou Juodupys se stáčí na sever, tvoří hranici mezi okresy Šilalė a Šilutė. Ústí do Ašvy na severozápad od vsi Stemplės. Soutok těchto řek s okolními morénovými rovinami byl roku 1992 vládou Litvy vyhlášen jako Stemplėská rezervace (Stemplių draustinis).

## Přítoky
- Levé: Juodupys (vlévá se 3,8 km od ústí), S – 1 (9,5 km)